# Aftenbakken (Gentofte Kommune)
Aftenbakken er en gade i Vangede, Gentofte Kommune, Region Hovedstaden.

## Faktuelle vejdata
Vejen forløber fra Vangedevej 182 – Dalstrøget 32.

### Vej-id
1570002

## Vejnavnets oprindelse og historie
Aftenbakken er anlagt i 1926. 
Navnet er konstrueret og er uden egentlig tilknytning.
I 1974/75 blev kørebanen udvidet fra 5,0 meter til 6,4 meter.
I 1935 overgik vejen til offentlig vej.
|  | Denne artikel om en bygning eller et bygningsværk kan blive bedre, hvis der indsættes et (bedre) billede. Du kan hjælpe ved at afsøge Wikimedia Commons for et passende billede eller lægge et op på Wikimedia Commons med en af de tilladte licenser og indsætte det i artiklen. |

55°44′4.25″N 12°31′18.83″Ø / 55.7345139°N 12.5218972°Ø